# Maria Bolognesi
Maria Bolognesi (21. října 1924, Bosaro – 30. ledna 1980, tamtéž) byla italská římskokatolická mystička a stigmatička. Katolická církev ji uctívá jako blahoslavenou.

## Život

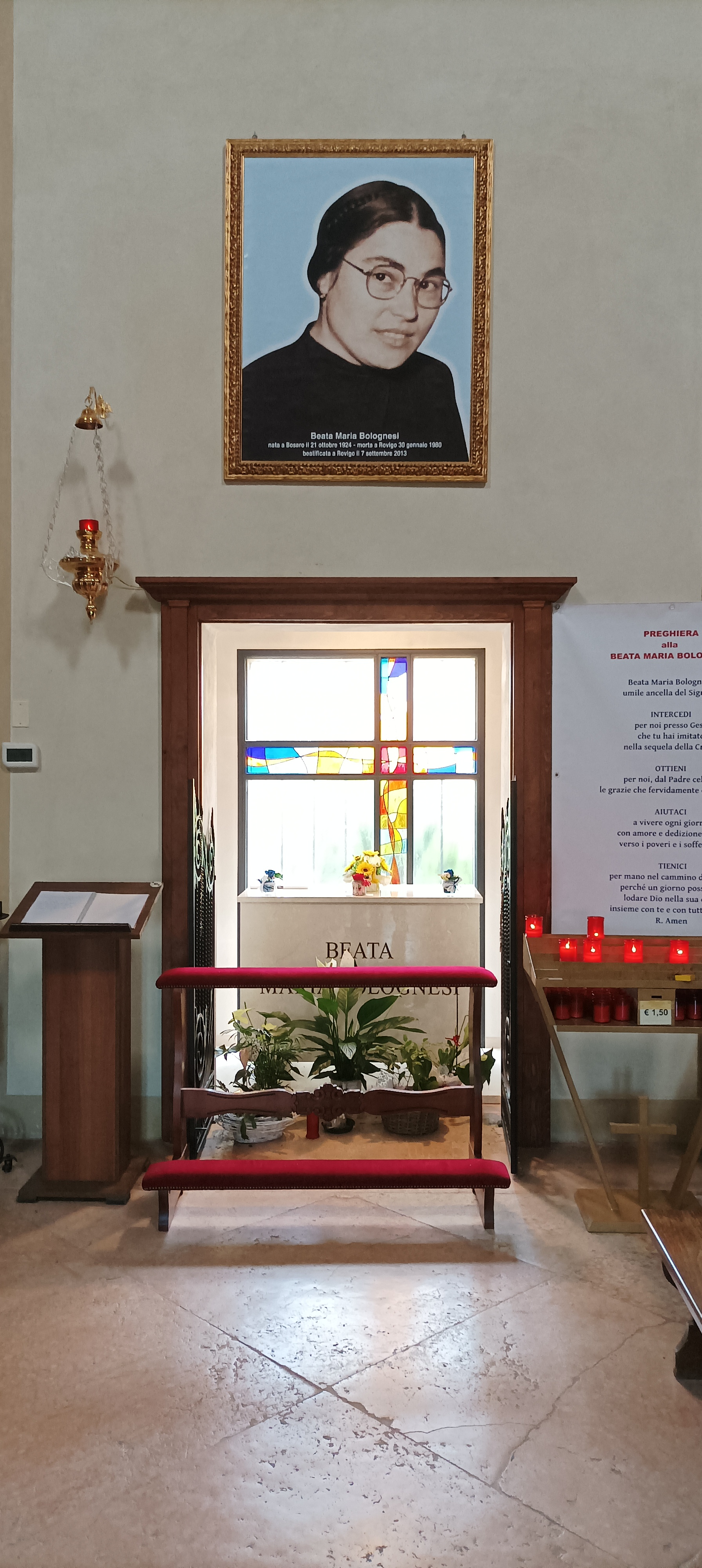
Její hrobka v kostele sv. Šebestiána v Bosaro

Narodila se dne 21. října 1924 v obci Bosaro jako nemanželská dcera Amedeu Gozzatiovi a Giuseppě Samiolo. Její otec se odmítl s matkou oženit. Po narození proto žila s matkou a babičkou z matčiny strany a po matce také dostala příjmení. Roku 1929 se její matka provdala za Giuseppe Bolognesiho, po němž jako nevlastním otci získala nové příjmení. Již v dětství byla díky chudobě své rodiny nucena pracovat na poli a později kvůli tomu neabsolvovala ani celé primární vzdělávání.
Roku 1932 začala pociťovat silné horečky a k tomu její matka onemocněla meningitidou. Zatímco ona se uzdravila, matčino zdraví se čím dál víc zhoršovalo. Dne 22. května 1932 přijala první svaté přijímání, při němž se modlila za matčino uzdravení. Její matka se nedlouho poté skutečně uzdravila.
V létě roku 1941 začala mít příznaky posednutí ďáblem. Exorcismus ze strany místních kněží nezabíral, načež byla vzata na vyšetření k psychiatrovi. Cestou šli okolo biskupské rezidence v Rovigo, kde byl zrovna biskup z Rovigo Guido Maria Mazzocco, který jí z okna požehnal. Když přišli k lékaři, byla již kompletně bez příznaků.
V noci mezi 1.–2. dubnem 1942 (Zelený čtvrtek) měla mít své první mystické vidění Krista, jak jí dává tři prsteny a pět rubínů, symbolizujících pět ran Kristových. Ježíš ji také měl ujistil, že se naučí číst a že její matka konvertuje spět k víře, jak se stalo roku 1947. Dne 8. května 1942 údajně měla další mystické vidění Krista. 11. dubna téhož roku začala se svolením svého zpovědníka nosit černý hábit. Někteří místní farníci však byli k jejím viděním značně skeptičtí. Dne 5. března 1948 byla nejspíše následkem pomluv napadena třemi zločinci. V bezvědomí ji poté svázali a nechali zraněnou ležet ve sněhu. Poté, co byl incident nahlášen, ji policejní seržant obvinil, že si přepadení pouze vymyslela. 25. října téhož roku pak byla z těchto obvinění zproštěna.
I přes podlomené zdraví pečovala o chudé a navštěvovala pacienty v nemocnicích. Začala trpět artritidou a také kolitidou a apendicitidou. Roku 1950 téměř oslepla. Kvůli léčbě musela často dojíždět do Roviga a Padovy. Roku 1944 začala poprvé na svém těle pociťovat stigmata a to nejprve v oblasti boku. Roku 1954 pobývala ve Ferraře, kde byla roku 1955 kvůli ranám na nohou hospitalizována. Cestou domů se zastavila v San Giovanni Rotondo. Zůstala tam i na Velký pátek 8. dubna 1955, kdy zde měla mít další vidění Ježíše.
Po několika dalších zjeveních, kdy jí byla např. dána vize očistce, byla roku 1958 kvůli svému zdravotnímu stavu rok upoutána na lůžko. Dne 29. září 1959 navštívila hrob sv. Gemmy Galganiové v Lucce. Při dalších zjeveních jí byla několikrát dána vize nebe.
Roku 1971 utrpěla infarkt. Dle některých se jí měl bilokací zjevit sv. Pio z Pietrelciny. Také se jí měl zjevit i po jeho smrti. Zemřela na další infarkt dne 30. ledna 1980 ve 2:00 ráno v Bosaro, kde je také ve farním kostele sv. Šebestiána pohřbena.

## Úcta
Její beatifikační proces byl zahájen dne 18. února 1992, čímž obdržela titul služebnice Boží. Dne 10. května 2012 ji papež Benedikt XVI. podepsáním dekretu o jejích hrdinských ctnostech prohlásil za ctihodnou. Dne 2. května 2013 byl uznán zázrak na její přímluvu, potřebný pro její blahořečení.
Blahořečena pak byla dne 7. září 2013 na náměstí v Rovigo. Obřadu předsedal jménem papeže Františka kardinál Angelo Amato.
Její památka je připomínána 30. ledna. Bývá zobrazována v černém hábitu.